# (10382) Hadamard
(10382) Hadamard (1996 RJ3) – planetoida z pasa głównego asteroid okrążająca Słońce w ciągu 3,75 lat w średniej odległości 2,41 j.a. Odkryta 15 września 1996 roku.